# Победа (фильм, 1985)
«Победа» — советский двухсерийный художественный фильм режиссёра Евгения Матвеева, снятый в 1984 году. Литературной основой картины является одноимённый роман Александра Чаковского. Всесоюзная премьера фильма прошла в кинотеатрах к 40-летию Победы, телепремьера на Центральном телевидении — через год, в мае 1986 года. Прокат — 20 300 000 зрителей (1985 год, 17-е место).

Фильм первый — «Время надежд…».

Фильм второй — «…Время тревог».

## Сюжет
Летом 1945 года, во время подготовки и проведения Потсдамской конференции, встретились два военных корреспондента, советский Михаил Воронов и американский Чарльз Брайт. Через 30 лет они снова встречаются, теперь во время Хельсинкского совещания европейских стран за мир и безопасность 1975 года.
Фильм по роману А. Чаковского «Победа» рассказывает о противоборстве двух миров — мира социализма и мира капитализма. Идеологическая основа фильма (как и романа) выстроена в полном соответствии с реалиями времени создания.
В исполнении актёров в фильме показаны реальные исторические персонажи — Сталин, Черчилль, Трумэн и другие.
Включены документальные кадры 1975 года с Брежневым, Вильсоном, Фордом, Тито, Хонеккером, Чаушеску, Громыко, Черненко и другими.

## В ролях
- Александр Михайлов — Михаил Алексеевич Воронов, журналист Совинформбюро
- Андрей Миронов — Чарльз Брайт
- Клаус-Петер Тиле — Клаус Вернер (озвучивает Родион Нахапетов)
- Рамаз Чхиквадзе — Иосиф Виссарионович Сталин
- Георгий Менглет — Уинстон Черчилль
- Альгимантас Масюлис — Гарри Трумэн
- Михаил Ульянов — Георгий Константинович Жуков
- Виктор Ильичёв — Андрей Андреевич Громыко (озвучивает Анатолий Кузнецов)
- Николай Засухин — Вячеслав Михайлович Молотов
- Гюнтер Грабберт — Вильгельм Пик (озвучивает Артём Карапетян)
- Виктор Тарасов — Болеслав Берут
- Владимир Зельдин — Джеймс Фрэнсис Бирнс
- Витаутас Канцлерис — Генри Льюис Стимсон
- Гирт Яковлев — Стюарт
- Олег Голубицкий — Клемент Эттли
- К. Дювель — Урсула
- Наталья Вавилова — Барбара
- Валерия Рижская — Джейн (озвучивает Наталья Гурзо)
- Юрий Назаров — Александр Подольцев, корреспондент ТАСС
- Евгений Матвеев — Василий Степанович Карпов, генерал
- Юрий Кузьменков — Гвоздков
- Павел Винник — Александр Николаевич Поскрёбышев
- Фархад Исрафилов — Нино Росси, итальянский журналист
- Сергей Голованов — Андрей Януарьевич Вышинский
- Валентин Кулик — генерал Алексей Иннокентьевич Антонов
- Геннадий Юхтин — Артём Сергеевич
- Александр Аржиловский — адмирал Николай Герасимович Кузнецов
- Елена Безносикова — Лоуренс Ли
- Ирина Юнссон — Диана Масон
- Антанас Габренас — Джозеф Эдвард Дэвис (озвучивает Олег Мокшанцев)
- Валериан Виноградов — Новиков, офицер советской делегации
- Леонид Сатановский — Станислав Миколайчик
- Арнис Лицитис — Владислав Гомулка
- Юрий Беляев — Поль Дюкло, журналист из «Франс Пресс»
- Вадим Померанцев — американский офицер
- Валдас Ятаутис — Гарри Гопкинс (озвучивает Игорь Ясулович)
- Паул Буткевич — Энтони Иден
- Александр Фриденталь — Эрнест Бевин
- Вадим Вильский — британский переводчик
- Антра Лиедскалныня — Клементина Черчилль
- Вадим Грачёв — Джеймс Форрестол

## Создатели фильма
- Авторы сценария — Вадим Трунин, Евгений Матвеев
- Постановка — Евгения Матвеева
- Главный оператор — Леонид Калашников
- Композитор — Евгений Птичкин
- Директора картины — Владимир Репников, Курт Лихтерфельд

## Фестивали и награды
- 1985 — XVIII Всесоюзный кинофестиваль (Минск): в программе художественных фильмов специальный приз — фильму «Победа».[1]